# Mistrovství světa v rychlobruslení na jednotlivých tratích 2009
Mistrovství světa v rychlobruslení na jednotlivých tratích 2009 se konalo od 12. do 15. března 2009 v rychlobruslařské hale Richmond Olympic Oval v kanadském Richmondu. Jednalo se o 12. mistrovství světa v rychlobruslení na jednotlivých tratích.
Českou výpravu tvořily Karolína Erbanová (1500 m, stíhací závod družstev), Andrea Jirků (3000 m, stíhací závod družstev) a Martina Sáblíková (3000 m, 5000 m, stíhací závod družstev)
| Program                 | Program                             | Program                               | Program                                                     |
| ----------------------- | ----------------------------------- | ------------------------------------- | ----------------------------------------------------------- |
| 12. března              | 13. března                          | 14. března                            | 15. března                                                  |
| 1500 m muži 3000 m ženy | 1000 m muži 5000 m muži 1500 m ženy | 10 000 m muži 1000 m ženy 5000 m ženy | 500 m muži stíhací závod muži 500 m ženy stíhací závod ženy |

## Muži

### 500 metrů
Závodu se zúčastnilo 24 závodníků.
| Pořadí           | Jméno             | Země        | Čas 1       | Čas 2       | Celkový čas |
| ---------------- | ----------------- | ----------- | ----------- | ----------- | ----------- |
| Zlatá medaile    | I Kang-sok        | Jižní Korea | 34,80 (1.)  | 34,93 (4.)  | 69,730      |
| Stříbrná medaile | I Kju-hjok        | Jižní Korea | 34,90 (2.)  | 35,02 (5.)  | 69,920      |
| Bronzová medaile | Jü Feng-tchung    | Čína        | 35,06 (3.)  | 34,91 (2.)  | 69,970      |
| 4.               | Mika Poutala      | Finsko      | 35,23 (8.)  | 34,86 (1.)  | 70,090      |
| 5.               | Tucker Fredicks   | USA         | 35,20 (7.)  | 34,92 (3.)  | 70,120      |
| 6.               | Júja Oikawa       | Japonsko    | 35,10 (5.)  | 35,07 (6.)  | 70,170      |
| 7.               | Keiičiró Nagašima | Japonsko    | 35,08 (4.)  | 35,21 (8.)  | 70,290      |
| 8.               | Jamie Gregg       | Kanada      | 35,25 (9.)  | 35,12 (7.)  | 70,370      |
| 9.               | Čang Čung-čchi    | Čína        | 35,28 (10.) | 35,23 (9.)  | 70,510      |
| 10.              | I Ki-ho           | Jižní Korea | 35,30 (11.) | 35,38 (11.) | 70,680      |

### 1000 metrů
Závodu se zúčastnilo 24 závodníků.
| Pořadí           | Jméno            | Země        | Čas     |
| ---------------- | ---------------- | ----------- | ------- |
| Zlatá medaile    | Trevor Marsicano | USA         | 1:08,96 |
| Stříbrná medaile | Denny Morrison   | Kanada      | 1:09,00 |
| Bronzová medaile | Shani Davis      | USA         | 1:09,02 |
| 4.               | Stefan Groothuis | Nizozemsko  | 1:09,25 |
| 5.               | Jan Bos          | Nizozemsko  | 1:09,27 |
| 6.               | Simon Kuipers    | Nizozemsko  | 1:09,37 |
| 7.               | I Kju-hjok       | Jižní Korea | 1:09,65 |
| 8.               | Mo Tche-pom      | Jižní Korea | 1:10,11 |
| 9.               | Kyle Parrott     | Kanada      | 1:10,15 |
| 10.              | Mika Poutala     | Finsko      | 1:10,26 |

### 1500 metrů
Závodu se zúčastnilo 24 závodníků.
| Pořadí           | Jméno            | Země       | Čas     |
| ---------------- | ---------------- | ---------- | ------- |
| Zlatá medaile    | Shani Davis      | USA        | 1:46,17 |
| Stříbrná medaile | Trevor Marsicano | USA        | 1:46,30 |
| Bronzová medaile | Denny Morrison   | Kanada     | 1:47,05 |
| 4.               | Chad Hedrick     | USA        | 1:47,08 |
| 5.               | Håvard Bøkko     | Norsko     | 1:47,14 |
| 6.               | Enrico Fabris    | Itálie     | 1:47,55 |
| 7.               | Stefan Groothuis | Nizozemsko | 1:47,56 |
| 8.               | Sven Kramer      | Nizozemsko | 1:47,79 |
| 9.               | Mark Tuitert     | Nizozemsko | 1:47,94 |
| 10.              | Ivan Skobrev     | Rusko      | 1:47,97 |

### 5000 metrů
Závodu se zúčastnilo 24 závodníků.
| Pořadí           | Jméno            | Země       | Čas     |
| ---------------- | ---------------- | ---------- | ------- |
| Zlatá medaile    | Sven Kramer      | Nizozemsko | 6:16,20 |
| Stříbrná medaile | Håvard Bøkko     | Norsko     | 6:18,02 |
| Bronzová medaile | Trevor Marsicano | USA        | 6:20,06 |
| 4.               | Enrico Fabris    | Itálie     | 6:20,18 |
| 5.               | Bob de Jong      | Nizozemsko | 6:25,95 |
| 6.               | Ivan Skobrev     | Rusko      | 6:26,86 |
| 7.               | Carl Verheijen   | Nizozemsko | 6:30,18 |
| 8.               | Sverre Haugli    | Norsko     | 6:34,14 |
| 9.               | Øystein Grødum   | Norsko     | 6:34,76 |
| 10.              | Lucas Makowsky   | Kanada     | 6:35,37 |

### 10 000 metrů
Závodu se zúčastnilo 16 závodníků.
| Pořadí           | Jméno           | Země       | Čas      |
| ---------------- | --------------- | ---------- | -------- |
| Zlatá medaile    | Sven Kramer     | Nizozemsko | 12:55,32 |
| Stříbrná medaile | Håvard Bøkko    | Norsko     | 13:03,95 |
| Bronzová medaile | Bob de Jong     | Nizozemsko | 13:13,16 |
| 4.               | Carl Verheijen  | Nizozemsko | 13:13,30 |
| 5.               | Ivan Skobrev    | Rusko      | 13:24,73 |
| 6.               | Øystein Grødum  | Norsko     | 13:28,94 |
| 7.               | Enrico Fabris   | Itálie     | 13:33,05 |
| 8.               | Marco Weber     | Německo    | 13:33,35 |
| 9.               | Hiroki Hirako   | Japonsko   | 13:40,38 |
| 10.              | Roger Schneider | Švýcarsko  | 13:40,68 |

### Stíhací závod družstev
Závodu se zúčastnilo osm týmů.
| Pořadí           | Tým                                                         | Čas     |
| ---------------- | ----------------------------------------------------------- | ------- |
| Zlatá medaile    | Nizozemsko Carl Verheijen, Wouter olde Heuvel, Sven Kramer  | 3:41,26 |
| Stříbrná medaile | Švédsko Johan Röjler, Joel Eriksson, Daniel Friberg         | 3:45,73 |
| Bronzová medaile | USA Trevor Marsicano, Ryan Bedford, Brian Hansen            | 3:46,07 |
| 4.               | Itálie Matteo Anesi, Enrico Fabris, Luca Stefani            | 3:46,23 |
| 5.               | Norsko Håvard Bøkko, Sverre Haugli, Henrik Christiansen     | 3:46,31 |
| 6.               | Kanada Lucas Makowsky, Denny Morrison, Jay Morrison         | 3:46,42 |
| 7.               | Německo Robert Lehmann, Tobbias Schneider, Marco Weber      | 3:48,90 |
| 8.               | Japonsko Hiroki Hirako, Šigejuki Dedžima, Teruhiro Sugimori | 3:49,37 |

## Ženy

### 500 metrů
Závodu se zúčastnilo 24 závodnic.
| Pořadí           | Jméno                | Země        | Čas 1       | Čas 2       | Celkový čas |
| ---------------- | -------------------- | ----------- | ----------- | ----------- | ----------- |
| Zlatá medaile    | Jenny Wolfová        | Německo     | 38,03 (2.)  | 37,72 (1.)  | 75,750      |
| Stříbrná medaile | Wang Pej-sing        | Čína        | 37,78 (1.)  | 38,09 (2.)  | 75,870      |
| Bronzová medaile | I Sang-hwa           | Jižní Korea | 38,23 (3.)  | 38,16 (3.)  | 76,390      |
| 4.               | Jü Ťing              | Čína        | 38,23 (3.)  | 38,37 (4.)  | 76,600      |
| 5.               | Julija Nemajaová     | Rusko       | 38,39 (5.)  | 38,59 (8.)  | 76,980      |
| 6.               | Margot Boerová       | Nizozemsko  | 38,47 (6.)  | 38,57 (7.)  | 77,040      |
| 7.               | Sajuri Jošiiová      | Japonsko    | 38,62 (9.)  | 38,48 (6.)  | 77,100      |
| 8.               | Tomomi Okazakiová    | Japonsko    | 38,72 (10.) | 38,44 (5.)  | 77,160      |
| 9.               | Annette Gerritsenová | Nizozemsko  | 38,59 (8.)  | 38,67 (9.)  | 77,260      |
| 10.              | Ťin Pchej-jü         | Čína        | 38,56 (7.)  | 38,96 (15.) | 77,520      |

### 1000 metrů
Závodu se zúčastnilo 24 závodnic.
| Pořadí           | Jméno                  | Země       | Čas     |
| ---------------- | ---------------------- | ---------- | ------- |
| Zlatá medaile    | Christine Nesbittová   | Kanada     | 1:16,28 |
| Stříbrná medaile | Anni Friesingerová     | Německo    | 1:16,32 |
| Bronzová medaile | Margot Boerová         | Nizozemsko | 1:16,44 |
| 4.               | Natasja Bruintjesová   | Nizozemsko | 1:16,80 |
| 5.               | Sajuri Jošiiová        | Japonsko   | 1:16,82 |
| 6.               | Ťin Pchej-jü           | Čína       | 1:16,87 |
| 7.               | Jekatěrina Lobyševová  | Rusko      | 1:16,94 |
| 8.               | Laurine van Riessenová | Nizozemsko | 1:17,02 |
| 9.               | Kristina Grovesová     | Kanada     | 1:17,05 |
| 10.              | Wang Pej-sing          | Čína       | 1:17,18 |

### 1500 metrů
Závodu se zúčastnilo 22 závodnic.
| Pořadí           | Jméno                        | Země       | Čas     |
| ---------------- | ---------------------------- | ---------- | ------- |
| Zlatá medaile    | Anni Friesingerová           | Německo    | 1:58,66 |
| Stříbrná medaile | Ireen Wüstová                | Nizozemsko | 1:58,83 |
| Bronzová medaile | Christine Nesbittová         | Kanada     | 1:58,88 |
| 4.               | Daniela Anschützová-Thomsová | Německo    | 1:58,91 |
| 5.               | Katarzyna Wójcická           | Polsko     | 1:59,06 |
| 6.               | Jekatěrina Lobyševová        | Rusko      | 1:59,10 |
| 7.               | Laurine van Riessenová       | Nizozemsko | 1:59,53 |
| 8.               | Maki Tabataová               | Japonsko   | 1:59,81 |
| 9.               | Monique Angermüllerová       | Německo    | 1:59,85 |
| 10.              | Marrit Leenstraová           | Nizozemsko | 1:59,86 |
|                  |                              |            |         |
| 21.              | Karolína Erbanová            | Česko      | 2:06,44 |

### 3000 metrů
Závodu se zúčastnilo 24 závodnic.
| Pořadí           | Jméno                        | Země       | Čas     |
| ---------------- | ---------------------------- | ---------- | ------- |
| Zlatá medaile    | Renate Groenewoldová         | Nizozemsko | 4:05,43 |
| Stříbrná medaile | Martina Sáblíková            | Česko      | 4:05,50 |
| Bronzová medaile | Kristina Grovesová           | Kanada     | 4:06,45 |
| 4.               | Jorien Voorhuisová           | Nizozemsko | 4:07,91 |
| 5.               | Daniela Anschützová-Thomsová | Německo    | 4:08,67 |
| 6.               | Masako Hozumiová             | Japonsko   | 4:09,03 |
| 7.               | Brittany Schusslerová        | Kanada     | 4:09,17 |
| 8.               | Stephanie Beckertová         | Německo    | 4:09,41 |
| 9.               | Maren Haugliová              | Norsko     | 4:09,96 |
| 10.              | Diane Valkenburgová          | Nizozemsko | 4:11,84 |
|                  |                              |            |         |
| 23.              | Andrea Jirků                 | Česko      | 4:25,60 |

### 5000 metrů
Závodu se zúčastnilo 16 závodnic.
| Pořadí           | Jméno                        | Země       | Čas     |
| ---------------- | ---------------------------- | ---------- | ------- |
| Zlatá medaile    | Martina Sáblíková            | Česko      | 6:57,84 |
| Stříbrná medaile | Clara Hughesová              | Kanada     | 7:00,54 |
| Bronzová medaile | Kristina Grovesová           | Kanada     | 7:02,91 |
| 4.               | Stephanie Beckertová         | Německo    | 7:02,96 |
| 5.               | Daniela Anschützová-Thomsová | Německo    | 7:03,52 |
| 6.               | Masako Hozumiová             | Japonsko   | 7:04,53 |
| 7.               | Renate Groenewoldová         | Nizozemsko | 7:07,59 |
| 8.               | Elma de Vriesová             | Nizozemsko | 7:08,68 |
| 9.               | Maren Haugliová              | Norsko     | 7:10,38 |
| 10.              | Jorien Voorhuisová           | Nizozemsko | 7:12,09 |

### Stíhací závod družstev
Závodu se zúčastnilo osm týmů.
| Pořadí           | Tým                                                                              | Čas     |
| ---------------- | -------------------------------------------------------------------------------- | ------- |
| Zlatá medaile    | Kanada Kristina Grovesová, Christine Nesbittová, Brittany Schusslerová           | 2:58,25 |
| Stříbrná medaile | Nizozemsko Jorien Voorhuisová, Renate Groenewoldová, Ireen Wüstová               | 3:02,02 |
| Bronzová medaile | Japonsko Maki Tabataová, Masako Hozumiová, Hiromi Ócuová                         | 3:04,06 |
| 4.               | Rusko Galina Lichačovová, Jekatěrina Šichovová, Jekatěrina Lobyševová            | 3:04,92 |
| 5.               | Německo Anni Friesingerová, Daniela Anschützová-Thomsová, Monique Angermüllerová | 3:05,79 |
| 6.               | USA Nancy Swiderová-Peltzová, Catherine Raneyová, Jennifer Rodriguezová          | 3:07,21 |
| 7.               | Česko Martina Sáblíková, Karolína Erbanová, Andrea Jirků                         | 3:09,36 |
| 8.               | Polsko Katarzyna Wójcická, Luiza Złotkowská, Katarzyna Woźniaková                | 3:31,07 |

## Medailové pořadí zemí
| Pořadí | Země        | Zlato | Stříbro | Bronz | Celkem |
| ------ | ----------- | ----- | ------- | ----- | ------ |
| 1.     | Nizozemsko  | 4     | 2       | 2     | 8      |
| 2.     | Kanada      | 2     | 2       | 4     | 8      |
| 3.     | USA         | 2     | 1       | 3     | 6      |
| 4.     | Německo     | 2     | 1       | 0     | 3      |
| 5.     | Jižní Korea | 1     | 1       | 1     | 3      |
| 6.     | Česko       | 1     | 1       | 0     | 2      |
| 7.     | Norsko      | 0     | 2       | 0     | 2      |
| 8.     | Čína        | 0     | 1       | 1     | 2      |
| 9.     | Švédsko     | 0     | 1       | 0     | 1      |
| 10.    | Japonsko    | 0     | 0       | 1     | 1      |